# Liga de Campeones de la UEFA 2000-01
La Liga de Campeones de la UEFA 2000-01 fue la 46.ª edición en la historia de la competición. Se disputó entre julio de 2000 y mayo de 2001, con la participación inicial de 72 equipos, representantes de 48 federaciones nacionales diferentes.
La final, a partido único, tuvo lugar el 23 de mayo de 2001 en el estadio Giuseppe Meazza de Milán, en Italia, y en ella se enfrentaron el Bayern de Múnich y el Valencia. Venció el conjunto bávaro en la tanda de penaltis por 5-4 después de llegar con empate a un tanto en los 90 minutos reglamentarios como en la prórroga, siendo este su primer entorchado europeo después de 25 años. El equipo valenciano, que llegaba a su segunda final tras perder con el Real Madrid en la edición anterior, se quedaba así otra vez sin el triunfo.
El club valencianista comenzó mejor que el alemán y todo indicaba que por fin lograría el título. Pero el Bayern poco a poco fue imponiendo su mejor condición física y empató, mediante Stefan Effenberg de penalti también, llevando el encuentro a la tanda de penaltis. En la tanda ambos porteros Oliver Kahn y Santiago Cañizares estuvieron muy acertados, pero la fortuna cayó del lado del Bayern cuando el guardameta alemán detuvo el lanzamiento decisivo del jugador del Valencia Mauricio Pellegrino. Es importante destacar que el conjunto alemán llegó a la final después de eliminar a los últimos dos campeones: al Real Madrid en semifinales y al Manchester United en cuartos

## Rondas previas

### Primera ronda
El sorteo se realizó el 23 de junio de 2000 en Ginebra.
Los duelos se desarrollaron el 12 y 19 de julio del año 2000.
| Equipo Local Ida | Resultado  | Equipo Visitante Ida | Ida   | Vuelta       |
| ---------------- | ---------- | -------------------- | ----- | ------------ |
| Tirana           | 4 - 6      | Zimbru Chişinău      | 2 - 3 | 2 - 3        |
| Llansantffraid   | 2 - 6      | Levadia Maardu       | 2 - 2 | 0 - 4        |
| Skonto           | 3 - 5      | Shamkir              | 2 - 1 | 1 - 4 (pró.) |
| Haka             | (v.) 2 - 2 | Linfield             | 1 - 0 | 1 - 2        |
| Kaunas           | 4 - 3      | Brotnjo              | 4 - 0 | 0 - 3        |
| Birkirkara       | 2 - 6      | KR Reykjavík         | 1 - 2 | 1 - 4        |
| Sloga Jugomagnat | 1 - 2      | Shelbourne           | 0 - 1 | 1 - 1        |
| Shirak           | 2 - 3      | BATE Borisov         | 1 - 1 | 1 - 2        |
| Klaksvík         | 0 - 5      | Estrella Roja        | 0 - 3 | 0 - 2        |
| F91 Dudelange    | 0 - 6      | Levski Sofia         | 0 - 4 | 0 - 2        |

### Segunda ronda
El sorteo se realizó el 23 de junio del 2000 en Ginebra.
Los duelos se desarrollaron el 26 de julio y 2 de agosto del 2000.
| Equipo Local Ida   | Resultado | Equipo Visitante Ida | Ida   | Vuelta       |
| ------------------ | --------- | -------------------- | ----- | ------------ |
| Zimbru Chişinău    | 2 - 1     | Maribor              | 2 - 0 | 0 - 1        |
| Shakhtar Donetsk   | 9 - 2     | Levadia Maardu       | 4 - 1 | 5 - 1        |
| Slavia Praga       | 5 - 1     | Shamkir              | 1 - 0 | 4 - 1        |
| Haka               | 0 - 1     | Inter Bratislava     | 0 - 0 | 0 - 1 (pró.) |
| Rangers            | 4 - 1     | Kaunas               | 4 - 1 | 0 - 0        |
| Sturm Graz         | 5 - 1     | Hapoel Tel Aviv      | 3 - 0 | 2 - 1        |
| Brøndby            | 3 - 1     | Reykjavík            | 3 - 1 | 0 - 0        |
| Dinamo de Bucarest | 4 - 7     | Polonia Varsovia     | 3 - 4 | 1 - 3        |
| Hajduk Split       | 2 - 4     | Dunaferr             | 0 - 2 | 2 - 2        |
| Shelbourne         | 2 - 4     | Rosenborg            | 1 - 3 | 1 - 1        |
| Helsingborgs       | 3 - 0     | BATE Borisov         | 0 - 0 | 3 - 0        |
| Estrella Roja      | 4 - 2     | Torpedo Kutaisi      | 4 - 0 | 0 - 2        |
| Anderlecht         | 4 - 2     | Anorthosis Famagusta | 4 - 2 | 0 - 0        |
| Beşiktaş           | 2 - 1     | Levski Sofia         | 1 - 0 | 1 - 1        |

### Tercera ronda
El sorteo se realizó el 21 de julio del 2000 en Ginebra.
Los duelos se desarrollaron el 8, 9, 22 y 23 de agosto del 2000.
| Equipo Local Ida | Resultado  | Equipo Visitante Ida | Ida   | Vuelta       |
| ---------------- | ---------- | -------------------- | ----- | ------------ |
| Zimbru Chişinău  | 0 - 2      | Sparta Praga         | 0 - 1 | 0 - 1        |
| Shakhtar Donetsk | 2 - 1      | Slavia Praga         | 0 - 1 | (pró.) 2 - 0 |
| Tirol Innsbruck  | 1 - 4      | Valencia             | 0 - 0 | 1 - 4        |
| Inter Bratislava | 2 - 4      | Olympique de Lyon    | 1 - 2 | 1 - 2        |
| St. Gallen       | 3 - 4      | Galatasaray          | 1 - 2 | 2 - 2        |
| Herfølge         | 0 - 6      | Rangers              | 0 - 3 | 0 - 3        |
| Sturm Graz       | 3 - 2      | Feyenoord Rotterdam  | 2 - 1 | 1 - 1        |
| Brøndby          | 0 - 2      | Hamburgo             | 0 - 2 | 0 - 0        |
| Polonia Warszawa | 3 - 4      | Panathinaikos        | 2 - 2 | 1 - 2        |
| Dunaferr         | 3 - 4      | Rosenborg            | 2 - 2 | 1 - 2        |
| Helsingborgs     | 1 - 0      | Internazionale       | 1 - 0 | 0 - 0        |
| Dinamo de Kiev   | (v.) 1 - 1 | Estrella Roja        | 0 - 0 | 1 - 1        |
| Anderlecht       | 1 - 0      | Porto                | 1 - 0 | 0 - 0        |
| Leeds United     | 3 - 1      | TSV 1860 Múnich      | 2 - 1 | 1 - 0        |
| Milan            | 6 - 1      | Dinamo Zagreb        | 3 - 1 | 3 - 0        |
| Beşiktaş         | 6 - 1      | Lokomotiv Moscú      | 3 - 0 | 3 - 1        |

## Primera liguilla
16 clasificados de los cruces iniciales, el campeón del torneo anterior, 9 campeones de las ligas europeas, y 6 subcampeones. Los 2 primeros clasificados pasan ronda, los terceros se clasifican a la Copa UEFA, y el resto son eliminados de toda competición europea. El sorteo se realizó el 25 de agosto del año 2000 en Monaco.

### Grupo A
| Pos. | Equipo             | Pts. | PJ | G | E | P | GF | GC | Dif. | Clasificación                      |
| ---- | ------------------ | ---- | -- | - | - | - | -- | -- | ---- | ---------------------------------- |
| 1    | Real Madrid        | 13   | 6  | 4 | 1 | 1 | 15 | 8  | +7   | Acceso a la segunda fase de grupos |
| 2    | Spartak de Moscú   | 12   | 6  | 4 | 0 | 2 | 9  | 3  | +6   | Acceso a la segunda fase de grupos |
| 3    | Bayer Leverkusen   | 7    | 6  | 2 | 1 | 3 | 9  | 12 | −3   | Acceso a la Copa de la UEFA        |
| 4    | Sporting de Lisboa | 2    | 6  | 0 | 2 | 4 | 5  | 15 | −10  |                                    |

 Fuente: [cita requerida]
| Jor. | Fecha            | Estadio              | Local                | Visitante            | Resultado |
| ---- | ---------------- | -------------------- | -------------------- | -------------------- | --------- |
| 1    | 12 de septiembre | Olímpico de Luzhniki | Spartak Moscú        | Bayer Leverkusen     | 2–0       |
| 1    | 12 de septiembre | José Alvalade        | Sporting de Portugal | Real Madrid          | 2–2       |
| 2    | 20 de septiembre | BayArena             | Bayer Leverkusen     | Sporting de Portugal | 3–2       |
| 2    | 20 de septiembre | Santiago Bernabéu    | Real Madrid          | Spartak Moscú        | 1–0       |
| 3    | 27 de septiembre | Olímpico de Luzhniki | Spartak Moscú        | Sporting de Portugal | 3–1       |
| 3    | 27 de septiembre | BayArena             | Bayer Leverkusen     | Real Madrid          | 2–3       |
| 4    | 17 de octubre    | José Alvalade        | Sporting de Portugal | Spartak Moscú        | 0–3       |
| 4    | 17 de octubre    | Santiago Bernabéu    | Real Madrid          | Bayer Leverkusen     | 5–3       |
| 5    | 25 de octubre    | BayArena             | Bayer Leverkusen     | Spartak Moscú        | 1–0       |
| 5    | 25 de octubre    | Santiago Bernabéu    | Real Madrid          | Sporting de Portugal | 4–0       |
| 6    | 7 de noviembre   | Olímpico de Luzhniki | Spartak Moscú        | Real Madrid          | 1–0       |
| 6    | 7 de noviembre   | José Alvalade        | Sporting de Portugal | Bayer Leverkusen     | 0–0       |

### Grupo B
| Pos. | Equipo           | Pts. | PJ | G | E | P | GF | GC | Dif. | Clasificación                      |
| ---- | ---------------- | ---- | -- | - | - | - | -- | -- | ---- | ---------------------------------- |
| 1    | Arsenal          | 13   | 6  | 4 | 1 | 1 | 11 | 8  | +3   | Acceso a la segunda fase de grupos |
| 2    | Lazio            | 13   | 6  | 4 | 1 | 1 | 13 | 4  | +9   | Acceso a la segunda fase de grupos |
| 3    | Shakhtar Donetsk | 6    | 6  | 2 | 0 | 4 | 10 | 15 | −5   | Acceso a la Copa de la UEFA        |
| 4    | Sparta Praga     | 3    | 6  | 1 | 0 | 5 | 6  | 13 | −7   |                                    |

 Fuente: [cita requerida]
| Jor. | Fecha            | Estadio                 | Local            | Visitante        | Resultado |
| ---- | ---------------- | ----------------------- | ---------------- | ---------------- | --------- |
| 1    | 12 de septiembre | Letná Stadium           | Sparta Praha     | Arsenal          | 0–1       |
| 1    | 12 de septiembre | Lokomotiv Stadium       | Shakhtar Donetsk | Lazio            | 0–3       |
| 2    | 20 de septiembre | Highbury                | Arsenal          | Shakhtar Donetsk | 3–2       |
| 2    | 20 de septiembre | Stadio Olimpico di Roma | Lazio            | Sparta Praha     | 3–0       |
| 3    | 27 de septiembre | Letná Stadium           | Sparta Praha     | Shakhtar Donetsk | 3–2       |
| 3    | 27 de septiembre | Highbury                | Arsenal          | Lazio            | 2–0       |
| 4    | 17 de octubre    | Lokomotiv Stadium       | Shakhtar Donetsk | Sparta Praha     | 2–1       |
| 4    | 17 de octubre    | Stadio Olimpico di Roma | Lazio            | Arsenal          | 1–1       |
| 5    | 25 de octubre    | Highbury                | Arsenal          | Sparta Praha     | 4–2       |
| 5    | 25 de octubre    | Stadio Olimpico di Roma | Lazio            | Shakhtar Donetsk | 5–1       |
| 6    | 7 de noviembre   | Letná Stadium           | Sparta Praha     | Lazio            | 0–1       |
| 6    | 7 de noviembre   | Lokomotiv Stadium       | Shakhtar Donetsk | Arsenal          | 3–0       |

### Grupo C
| Pos. | Equipo            | Pts. | PJ | G | E | P | GF | GC | Dif. | Clasificación                      |
| ---- | ----------------- | ---- | -- | - | - | - | -- | -- | ---- | ---------------------------------- |
| 1    | Valencia          | 13   | 6  | 4 | 1 | 1 | 7  | 4  | +3   | Acceso a la segunda fase de grupos |
| 2    | Olympique de Lyon | 9    | 6  | 3 | 0 | 3 | 8  | 6  | +2   | Acceso a la segunda fase de grupos |
| 3    | Olympiacos        | 9    | 6  | 3 | 0 | 3 | 6  | 5  | +1   | Acceso a la Copa de la UEFA        |
| 4    | Heerenveen        | 4    | 6  | 1 | 1 | 4 | 3  | 9  | −6   |                                    |

 Fuente: [cita requerida]
| Jor. | Fecha            | Estadio              | Local             | Visitante         | Resultado |
| ---- | ---------------- | -------------------- | ----------------- | ----------------- | --------- |
| 1    | 12 de septiembre | Mestalla             | Valencia          | Olympiacos        | 2–1       |
| 1    | 12 de septiembre | Stade Gerland        | Olympique de Lyon | Heerenveen        | 3–1       |
| 2    | 20 de septiembre | Georgios Karaiskakis | Olympiakos        | Olympique Lyon    | 2–1       |
| 2    | 20 de septiembre | Abe Lenstra Stadion  | Heerenveen        | Valencia          | 0–1       |
| 3    | 27 de septiembre | Mestalla             | Valencia          | Olympique de Lyon | 1–0       |
| 3    | 27 de septiembre | Georgios Karaiskakis | Olympiacos        | Heerenveen        | 2–0       |
| 4    | 17 de octubre    | Stade Gerland        | Olympique de Lyon | Valencia          | 1–2       |
| 4    | 17 de octubre    | Abe Lenstra Stadion  | Heerenveen        | Olympiacos        | 1–0       |
| 5    | 25 de octubre    | Georgios Karaiskakis | Olympiacos        | Valencia          | 1–0       |
| 5    | 25 de octubre    | Abe Lenstra Stadion  | Heerenveen        | Olympique de Lyon | 0–2       |
| 6    | 7 de noviembre   | Mestalla             | Valencia          | Heerenveen        | 1–1       |
| 6    | 7 de noviembre   | Stade Gerland        | Olympique de Lyon | Olympiacos        | 1–0       |

### Grupo D
| Pos. | Equipo      | Pts. | PJ | G | E | P | GF | GC | Dif. | Clasificación                      |
| ---- | ----------- | ---- | -- | - | - | - | -- | -- | ---- | ---------------------------------- |
| 1    | Sturm Graz  | 10   | 6  | 3 | 1 | 2 | 9  | 12 | −3   | Acceso a la segunda fase de grupos |
| 2    | Galatasaray | 8    | 6  | 2 | 2 | 2 | 10 | 13 | −3   | Acceso a la segunda fase de grupos |
| 3    | Rangers     | 8    | 6  | 2 | 2 | 2 | 10 | 7  | +3   | Acceso a la Copa de la UEFA        |
| 4    | Mónaco      | 7    | 6  | 2 | 1 | 3 | 13 | 10 | +3   |                                    |

 Fuente: [cita requerida]
| Jor. | Fecha            | Estadio                       | Local       | Visitante   | Resultado |
| ---- | ---------------- | ----------------------------- | ----------- | ----------- | --------- |
| 1    | 12 de septiembre | Ali Sami Yen                  | Galatasaray | Mónaco      | 3–2       |
| 1    | 12 de septiembre | Ibrox Stadium                 | Rangers     | Sturm Graz  | 5–0       |
| 2    | 20 de septiembre | Stade Louis II                | Mónaco      | Rangers     | 0–1       |
| 2    | 20 de septiembre | Arnold Schwarzenegger-Stadium | Sturm Graz  | Galatasaray | 3–0       |
| 3    | 27 de septiembre | Ali Sami Yen                  | Galatasaray | Rangers     | 3–2       |
| 3    | 27 de septiembre | Stade Louis II                | Mónaco      | Sturm Graz  | 5–0       |
| 4    | 17 de octubre    | Ibrox Stadium                 | Rangers     | Galatasaray | 0–0       |
| 4    | 17 de octubre    | Arnold Schwarzenegger-Stadium | Sturm Graz  | Mónaco      | 2–0       |
| 5    | 25 de octubre    | Stade Louis II                | Mónaco      | Galatasaray | 4–2       |
| 5    | 25 de octubre    | Arnold Schwarzenegger-Stadium | Sturm Graz  | Rangers     | 2–0       |
| 6    | 7 de noviembre   | Ali Sami Yen                  | Galatasaray | Sturm Graz  | 2–2       |
| 6    | 7 de noviembre   | Ibrox Stadium                 | Rangers     | Mónaco      | 2–2       |

### Grupo E
| Pos. | Equipo                 | Pts. | PJ | G | E | P | GF | GC | Dif. | Clasificación                      |
| ---- | ---------------------- | ---- | -- | - | - | - | -- | -- | ---- | ---------------------------------- |
| 1    | Deportivo de La Coruña | 10   | 6  | 2 | 4 | 0 | 6  | 4  | +2   | Acceso a la segunda fase de grupos |
| 2    | Panathinaikos          | 8    | 6  | 2 | 2 | 2 | 6  | 5  | +1   | Acceso a la segunda fase de grupos |
| 3    | Hamburgo               | 6    | 6  | 1 | 3 | 2 | 9  | 9  | 0    | Acceso a la Copa de la UEFA        |
| 4    | Juventus               | 6    | 6  | 1 | 3 | 2 | 9  | 12 | −3   |                                    |

 Fuente: [cita requerida]
| Jor. | Fecha            | Estadio              | Local             | Visitante         | Resultado |
| ---- | ---------------- | -------------------- | ----------------- | ----------------- | --------- |
| 1    | 13 de septiembre | Volksparkstadion     | Hamburgo          | Juventus          | 4–4       |
| 1    | 13 de septiembre | Apostolos Nikolaidis | Panathinaikos     | Dep. de La Coruña | 1–1       |
| 2    | 19 de septiembre | Stadio delle Alpi    | Juventus          | Panathinaikos     | 2–1       |
| 2    | 19 de septiembre | Riazor               | Dep. de La Coruña | Hamburgo          | 2–1       |
| 3    | 26 de septiembre | Volksparkstadion     | Hamburgo          | Panathinaikos     | 0–1       |
| 3    | 26 de septiembre | Stadio delle Alpi    | Juventus          | Dep. de La Coruña | 0–0       |
| 4    | 18 de octubre    | Apostolos Nikolaidis | Panathinaikos     | Hamburgo          | 0–0       |
| 4    | 18 de octubre    | Riazor               | Dep. de La Coruña | Juventus          | 1–1       |
| 5    | 24 de octubre    | Stadio delle Alpi    | Juventus          | Hamburgo          | 1–3       |
| 5    | 24 de octubre    | Riazor               | Dep. de La Coruña | Panathinaikos     | 1–0       |
| 6    | 8 de noviembre   | Volksparkstadion     | Hamburgo          | Dep. de La Coruña | 1–1       |
| 6    | 8 de noviembre   | Apostolos Nikolaidis | Panathinaikos     | Juventus          | 3–1       |

### Grupo F
| Pos. | Equipo              | Pts. | PJ | G | E | P | GF | GC | Dif. | Clasificación                      |
| ---- | ------------------- | ---- | -- | - | - | - | -- | -- | ---- | ---------------------------------- |
| 1    | Bayern Múnich       | 11   | 6  | 3 | 2 | 1 | 9  | 4  | +5   | Acceso a la segunda fase de grupos |
| 2    | París Saint-Germain | 10   | 6  | 3 | 1 | 2 | 14 | 9  | +5   | Acceso a la segunda fase de grupos |
| 3    | Rosenborg           | 7    | 6  | 2 | 1 | 3 | 13 | 15 | −2   | Acceso a la Copa de la UEFA        |
| 4    | Helsingborgs        | 5    | 6  | 1 | 2 | 3 | 6  | 14 | −8   |                                    |

 Fuente: [cita requerida]
| Jor. | Fecha            | Estadio                | Local               | Visitante           | Resultado |
| ---- | ---------------- | ---------------------- | ------------------- | ------------------- | --------- |
| 1    | 13 de septiembre | Lerkendal              | Rosenborg           | París Saint-Germain | 3–1       |
| 1    | 13 de septiembre | Olimpia de Helsingborg | Helsingborgs        | Bayern de Múnich    | 1–3       |
| 2    | 19 de septiembre | Parc des Princes       | París Saint-Germain | Helsingborgs        | 4–1       |
| 2    | 19 de septiembre | Olímpico de Múnich     | Bayern de Múnich    | Rosenborg           | 3–1       |
| 3    | 26 de septiembre | Lerkendal              | Rosenborg           | Helsingborgs        | 6–1       |
| 3    | 26 de septiembre | Parc des Princes       | París Saint-Germain | Bayern de Múnich    | 1–0       |
| 4    | 18 de octubre    | Olimpia de Helsingborg | Helsingborgs        | Rosenborg           | 2–0       |
| 4    | 18 de octubre    | Olímpico de Múnich     | Bayern de Múnich    | París Saint-Germain | 2–0       |
| 5    | 24 de octubre    | Parc des Princes       | París Saint-Germain | Rosenborg           | 7–2       |
| 5    | 24 de octubre    | Olímpico de Múnich     | Bayern de Múnich    | Helsingborgs        | 0–0       |
| 6    | 8 de noviembre   | Lerkendal              | Rosenborg           | Bayern de Múnich    | 1–1       |
| 6    | 8 de noviembre   | Olimpia de Helsingborg | Helsingborgs        | París Saint-Germain | 1–1       |

### Grupo G
| Pos. | Equipo            | Pts. | PJ | G | E | P | GF | GC | Dif. | Clasificación                      |
| ---- | ----------------- | ---- | -- | - | - | - | -- | -- | ---- | ---------------------------------- |
| 1    | Anderlecht        | 12   | 6  | 4 | 0 | 2 | 11 | 14 | −3   | Acceso a la segunda fase de grupos |
| 2    | Manchester United | 10   | 6  | 3 | 1 | 2 | 11 | 7  | +4   | Acceso a la segunda fase de grupos |
| 3    | PSV Eindhoven     | 9    | 6  | 3 | 0 | 3 | 9  | 9  | 0    | Acceso a la Copa de la UEFA        |
| 4    | Dinamo de Kiev    | 4    | 6  | 1 | 1 | 4 | 7  | 8  | −1   |                                    |

 Fuente: [cita requerida]
| Jor. | Fecha            | Estadio               | Local             | Visitante         | Resultado |
| ---- | ---------------- | --------------------- | ----------------- | ----------------- | --------- |
| 1    | 13 de septiembre | Philips Stadion       | PSV Eindhoven     | Dinamo Kiev       | 2–1       |
| 1    | 13 de septiembre | Old Trafford          | Manchester United | Anderlecht        | 5–1       |
| 2    | 19 de septiembre | Lobanovsky Stadium    | Dinamo Kiev       | Manchester United | 0–0       |
| 2    | 19 de septiembre | Constant Vanden Stock | Anderlecht        | PSV Eindhoven     | 1–0       |
| 3    | 26 de septiembre | Philips Stadion       | PSV Eindhoven     | Manchester United | 3–1       |
| 3    | 26 de septiembre | Lobanovsky Stadium    | Dinamo Kiev       | Anderlecht        | 4–0       |
| 4    | 18 de octubre    | Old Trafford          | Manchester United | PSV Eindhoven     | 3–1       |
| 4    | 18 de octubre    | Constant Vanden Stock | Anderlecht        | Dinamo Kiev       | 4–2       |
| 5    | 24 de octubre    | Lobanovsky Stadium    | Dinamo Kiev       | PSV Eindhoven     | 0–1       |
| 5    | 24 de octubre    | Constant Vanden Stock | Anderlecht        | Manchester United | 2–1       |
| 6    | 8 de noviembre   | Philips Stadion       | PSV Eindhoven     | Anderlecht        | 2–3       |
| 6    | 8 de noviembre   | Old Trafford          | Manchester United | Dinamo Kiev       | 1–0       |

### Grupo H
| Pos. | Equipo       | Pts. | PJ | G | E | P | GF | GC | Dif. | Clasificación                      |
| ---- | ------------ | ---- | -- | - | - | - | -- | -- | ---- | ---------------------------------- |
| 1    | Milan        | 11   | 6  | 3 | 2 | 1 | 12 | 6  | +6   | Acceso a la segunda fase de grupos |
| 2    | Leeds United | 9    | 6  | 2 | 3 | 1 | 9  | 6  | +3   | Acceso a la segunda fase de grupos |
| 3    | Barcelona    | 8    | 6  | 2 | 2 | 2 | 13 | 9  | +4   | Acceso a la Copa de la UEFA        |
| 4    | Beşiktaş     | 4    | 6  | 1 | 1 | 4 | 4  | 17 | −13  |                                    |

 Fuente: [cita requerida]
| Jor. | Fecha            | Estadio           | Local        | Visitante    | Resultado |
| ---- | ---------------- | ----------------- | ------------ | ------------ | --------- |
| 1    | 13 de septiembre | Camp Nou          | Barcelona    | Leeds United | 4–0       |
| 1    | 13 de septiembre | San Siro          | Milan        | Beşiktaş     | 4–1       |
| 2    | 19 de septiembre | Elland Road       | Leeds United | Milan        | 1–0       |
| 2    | 19 de septiembre | BJK İnönü Stadium | Beşiktaş     | Barcelona    | 3–0       |
| 3    | 26 de septiembre | Camp Nou          | Barcelona    | Milan        | 0–2       |
| 3    | 26 de septiembre | Elland Road       | Leeds United | Beşiktaş     | 6–0       |
| 4    | 18 de octubre    | San Siro          | Milan        | Barcelona    | 3–3       |
| 4    | 18 de octubre    | BJK İnönü Stadium | Beşiktaş     | Leeds United | 0–0       |
| 5    | 24 de octubre    | Elland Road       | Leeds United | Barcelona    | 1–1       |
| 5    | 24 de octubre    | BJK İnönü Stadium | Beşiktaş     | Milan        | 0–2       |
| 6    | 8 de noviembre   | Camp Nou          | Barcelona    | Beşiktaş     | 5–0       |
| 6    | 8 de noviembre   | San Siro          | Milan        | Leeds United | 1–1       |

## Segunda liguilla
Los 16 equipos ya clasificados entran en el sorteo según coeficientes, sin permitir los cruces entre clubs de un mismo país. Se clasifican los 2 primeros de cada grupo. El sorteo se realizó el 10 de noviembre de 2000 en Ginebra.

### Grupo A
| Pos. | Equipo            | Pts. | PJ | G | E | P | GF | GC | Dif. | Clasificación             |
| ---- | ----------------- | ---- | -- | - | - | - | -- | -- | ---- | ------------------------- |
| 1    | Valencia          | 12   | 6  | 3 | 3 | 0 | 10 | 2  | +8   | Acceso a cuartos de final |
| 2    | Manchester United | 12   | 6  | 3 | 3 | 0 | 10 | 3  | +7   | Acceso a cuartos de final |
| 3    | Sturm Graz        | 6    | 6  | 2 | 0 | 4 | 4  | 13 | −9   |                           |
| 4    | Panathinaikos     | 2    | 6  | 0 | 2 | 4 | 4  | 10 | −6   |                           |

 Fuente: [cita requerida]
| Jor. | Fecha           | Estadio                       | Local             | Visitante         | Resultado |
| ---- | --------------- | ----------------------------- | ----------------- | ----------------- | --------- |
| 1    | 21 de noviembre | Mestalla                      | Valencia          | Sturm Graz        | 2–0       |
| 1    | 21 de noviembre | Old Trafford                  | Manchester United | Panathinaikos     | 3–1       |
| 2    | 6 de diciembre  | Arnold Schwarzenegger-Stadium | Sturm Graz        | Manchester United | 0–2       |
| 2    | 6 de diciembre  | Apostolos Nikolaidis          | Panathinaikos     | Valencia          | 0–0       |
| 3    | 14 de febrero   | Mestalla                      | Valencia          | Manchester United | 0–0       |
| 3    | 14 de febrero   | Arnold Schwarzenegger-Stadium | Sturm Graz        | Panathinaikos     | 2–0       |
| 4    | 20 de febrero   | Old Trafford                  | Manchester United | Valencia          | 1–1       |
| 4    | 20 de febrero   | Apostolos Nikolaidis          | Panathinaikos     | Sturm Graz        | 1–2       |
| 5    | 7 de marzo      | Arnold Schwarzenegger-Stadium | Sturm Graz        | Valencia          | 0–5       |
| 5    | 7 de marzo      | Apostolos Nikolaidis          | Panathinaikos     | Manchester United | 1–1       |
| 6    | 13 de marzo     | Mestalla                      | Valencia          | Panathinaikos     | 2–1       |
| 6    | 13 de marzo     | Old Trafford                  | Manchester United | Sturm Graz        | 3–0       |

### Grupo B
| Pos. | Equipo                 | Pts. | PJ | G | E | P | GF | GC | Dif. | Clasificación             |
| ---- | ---------------------- | ---- | -- | - | - | - | -- | -- | ---- | ------------------------- |
| 1    | Deportivo de La Coruña | 10   | 6  | 3 | 1 | 2 | 10 | 7  | +3   | Acceso a cuartos de final |
| 2    | Galatasaray            | 10   | 6  | 3 | 1 | 2 | 6  | 6  | 0    | Acceso a cuartos de final |
| 3    | Milan                  | 7    | 6  | 1 | 4 | 1 | 6  | 7  | −1   |                           |
| 4    | París Saint-Germain    | 5    | 6  | 1 | 2 | 3 | 8  | 10 | −2   |                           |

 Fuente: [cita requerida]
| Jor. | Fecha           | Estadio          | Local                  | Visitante              | Resultado |
| ---- | --------------- | ---------------- | ---------------------- | ---------------------- | --------- |
| 1    | 21 de noviembre | San Siro         | Milan                  | Galatasaray            | 2–2       |
| 1    | 21 de noviembre | Parc des Princes | París Saint-Germain    | Deportivo de La Coruña | 1–3       |
| 2    | 6 de diciembre  | Ali Sami Yen     | Galatasaray            | París Saint-Germain    | 1–0       |
| 2    | 6 de diciembre  | Riazor           | Deportivo de La Coruña | Milan                  | 0–1       |
| 3    | 14 de febrero   | San Siro         | Milan                  | París Saint-Germain    | 1–1       |
| 3    | 14 de febrero   | Ali Sami Yen     | Galatasaray            | Deportivo de La Coruña | 1–0       |
| 4    | 20 de febrero   | Parc des Princes | París Saint-Germain    | Milan                  | 1–1       |
| 4    | 20 de febrero   | Riazor           | Deportivo de La Coruña | Galatasaray            | 2–0       |
| 5    | 7 de marzo      | Ali Sami Yen     | Galatasaray            | Milan                  | 2–0       |
| 5    | 7 de marzo      | Riazor           | Deportivo de La Coruña | París Saint-Germain    | 4–3       |
| 6    | 13 de marzo     | San Siro         | Milan                  | Deportivo de La Coruña | 1–1       |
| 6    | 13 de marzo     | Parc des Princes | París Saint-Germain    | Galatasaray            | 2–0       |

### Grupo C
| Pos. | Equipo            | Pts. | PJ | G | E | P | GF | GC | Dif. | Clasificación             |
| ---- | ----------------- | ---- | -- | - | - | - | -- | -- | ---- | ------------------------- |
| 1    | Bayern Múnich     | 13   | 6  | 4 | 1 | 1 | 8  | 5  | +3   | Acceso a cuartos de final |
| 2    | Arsenal           | 8    | 6  | 2 | 2 | 2 | 6  | 8  | −2   | Acceso a cuartos de final |
| 3    | Olympique de Lyon | 8    | 6  | 2 | 2 | 2 | 8  | 4  | +4   |                           |
| 4    | Spartak de Moscú  | 4    | 6  | 1 | 1 | 4 | 5  | 10 | −5   |                           |

 Fuente: [cita requerida]
| Jor. | Fecha           | Estadio                    | Local             | Visitante         | Resultado |
| ---- | --------------- | -------------------------- | ----------------- | ----------------- | --------- |
| 1    | 22 de noviembre | Estadio Olímpico de Múnich | Bayern de Múnich  | Olympique de Lyon | 1–0       |
| 1    | 22 de noviembre | Olímpico de Luzhniki       | Spartak Moscú     | Arsenal           | 4–1       |
| 2    | 5 de diciembre  | Stade Gerland              | Olympique de Lyon | Spartak Moscú     | 3–0       |
| 2    | 5 de diciembre  | Highbury                   | Arsenal           | Bayern de Múnich  | 2–2       |
| 3    | 13 de febrero   | Estadio Olímpico de Múnich | Bayern de Múnich  | Spartak Moscú     | 1–0       |
| 3    | 13 de febrero   | Stade Gerland              | Olympique de Lyon | Arsenal           | 0–1       |
| 4    | 21 de febrero   | Olímpico de Luzhniki       | Spartak Moscú     | Bayern de Múnich  | 0–3       |
| 4    | 21 de febrero   | Highbury                   | Arsenal           | Olympique de Lyon | 1–1       |
| 5    | 6 de marzo      | Stade Gerland              | Olympique de Lyon | Bayern de Múnich  | 3–0       |
| 5    | 6 de marzo      | Highbury                   | Arsenal           | Spartak Moscú     | 1–0       |
| 6    | 14 de marzo     | Estadio Olímpico de Múnich | Bayern de Múnich  | Arsenal           | 1–0       |
| 6    | 14 de marzo     | Olímpico de Luzhniki       | Spartak Moscú     | Olympique de Lyon | 1–1       |

### Grupo D
| Pos. | Equipo       | Pts. | PJ | G | E | P | GF | GC | Dif. | Clasificación             |
| ---- | ------------ | ---- | -- | - | - | - | -- | -- | ---- | ------------------------- |
| 1    | Real Madrid  | 13   | 6  | 4 | 1 | 1 | 14 | 9  | +5   | Acceso a cuartos de final |
| 2    | Leeds United | 10   | 6  | 3 | 1 | 2 | 12 | 10 | +2   | Acceso a cuartos de final |
| 3    | Anderlecht   | 6    | 6  | 2 | 0 | 4 | 7  | 12 | −5   |                           |
| 4    | Lazio        | 5    | 6  | 1 | 2 | 3 | 9  | 11 | −2   |                           |

 Fuente: [cita requerida]
| Jor. | Fecha           | Estadio                 | Local        | Visitante    | Resultado |
| ---- | --------------- | ----------------------- | ------------ | ------------ | --------- |
| 1    | 22 de noviembre | Elland Road             | Leeds United | Real Madrid  | 0–2       |
| 1    | 22 de noviembre | Constant Vanden Stock   | Anderlecht   | Lazio        | 1–0       |
| 2    | 5 de diciembre  | Santiago Bernabéu       | Real Madrid  | Anderlecht   | 4–1       |
| 2    | 5 de diciembre  | Stadio Olimpico di Roma | Lazio        | Leeds United | 0–1       |
| 3    | 13 de febrero   | Elland Road             | Leeds United | Anderlecht   | 2–1       |
| 3    | 13 de febrero   | Santiago Bernabéu       | Real Madrid  | Lazio        | 3–2       |
| 4    | 21 de febrero   | Constant Vanden Stock   | Anderlecht   | Leeds United | 1–4       |
| 4    | 21 de febrero   | Stadio Olimpico di Roma | Lazio        | Real Madrid  | 2–2       |
| 5    | 6 de marzo      | Santiago Bernabéu       | Real Madrid  | Leeds United | 3–2       |
| 5    | 6 de marzo      | Stadio Olimpico di Roma | Lazio        | Anderlecht   | 2–1       |
| 6    | 14 de marzo     | Elland Road             | Leeds United | Lazio        | 3–3       |
| 6    | 14 de marzo     | Constant Vanden Stock   | Anderlecht   | Real Madrid  | 2–0       |

## Fase Final
Los ocho equipos clasificados disputaron una serie de eliminatorias a ida y vuelta, hasta decidir los dos equipos clasificados para la final de Milán. En la tabla se muestran todos los cruces de la fase final. El primer equipo de cada eliminatoria jugó como local el partido de ida, y el segundo jugó en su campo la vuelta. En los resultados se indica el marcador en la ida, seguido del de la vuelta y en negrita el marcador agregado.

La eliminatoria de cuartos de final enfrentó a cada campeón de grupo con un segundo clasificado de un grupo distinto al suyo, con la ventaja de jugar el partido de vuelta como local. El sorteo se realizó el 16 de marzo de 2001 en Nyon.
|  | Cuartos de final                                               | Cuartos de final                                               | Cuartos de final                                               | Cuartos de final                                               | Cuartos de final                                               |   |    | Semifinales                                                | Semifinales                                                | Semifinales                                                | Semifinales                                                | Semifinales                                                |  |    | Final                                             | Final                                             | Final                                             |  |
|  | 3 y 4 de abril de 2001 (ida) 17 y 18 de abril de 2001 (vuelta) | 3 y 4 de abril de 2001 (ida) 17 y 18 de abril de 2001 (vuelta) | 3 y 4 de abril de 2001 (ida) 17 y 18 de abril de 2001 (vuelta) | 3 y 4 de abril de 2001 (ida) 17 y 18 de abril de 2001 (vuelta) | 3 y 4 de abril de 2001 (ida) 17 y 18 de abril de 2001 (vuelta) |   |    | 1 y 2 de mayo de 2001 (ida) 8 y 9 de mayo de 2001 (vuelta) | 1 y 2 de mayo de 2001 (ida) 8 y 9 de mayo de 2001 (vuelta) | 1 y 2 de mayo de 2001 (ida) 8 y 9 de mayo de 2001 (vuelta) | 1 y 2 de mayo de 2001 (ida) 8 y 9 de mayo de 2001 (vuelta) | 1 y 2 de mayo de 2001 (ida) 8 y 9 de mayo de 2001 (vuelta) |  |    | 23 de mayo de 2001 Estadio Giuseppe Meazza, Milán | 23 de mayo de 2001 Estadio Giuseppe Meazza, Milán | 23 de mayo de 2001 Estadio Giuseppe Meazza, Milán |  |
|  |                                                                |                                                                |                                                                |                                                                |                                                                |   |    |                                                            |                                                            |                                                            |                                                            |                                                            |  |    |                                                   |                                                   |                                                   |  |
|  |                                                                |                                                                |                                                                |                                                                |                                                                |   |    |                                                            |                                                            |                                                            |                                                            |                                                            |  |    |                                                   |                                                   |                                                   |  |
|  | 2B                                                             | Galatasaray                                                    | 3                                                              | 0                                                              | 3                                                              |   |    |                                                            |                                                            |                                                            |                                                            |                                                            |  |    |                                                   |                                                   |                                                   |  |
|  | 2B                                                             | Galatasaray                                                    | 3                                                              | 0                                                              | 3                                                              |   |    |                                                            |                                                            |                                                            |                                                            |                                                            |  |    |                                                   |                                                   |                                                   |  |
|  | 1D                                                             | Real Madrid                                                    | 2                                                              | 3                                                              | 5                                                              |   |    |                                                            |                                                            |                                                            |                                                            |                                                            |  |    |                                                   |                                                   |                                                   |  |
|  | 1D                                                             | Real Madrid                                                    | 2                                                              | 3                                                              | 5                                                              |   | 1D | Real Madrid                                                | 0                                                          | 1                                                          | 1                                                          |                                                            |  |    |                                                   |                                                   |                                                   |  |
|  |                                                                |                                                                |                                                                |                                                                |                                                                |   | 1D | Real Madrid                                                | 0                                                          | 1                                                          | 1                                                          |                                                            |  |    |                                                   |                                                   |                                                   |  |
|  |                                                                |                                                                | 1C                                                             | Bayern Múnich                                                  | 1                                                              | 2 | 3  |                                                            |                                                            |                                                            |                                                            |                                                            |  |    |                                                   |                                                   |                                                   |  |
|  | 2A                                                             | Manchester United                                              | 1C                                                             | Bayern Múnich                                                  | 1                                                              | 2 | 3  | 0                                                          | 1                                                          | 1                                                          |                                                            |                                                            |  |    |                                                   |                                                   |                                                   |  |
|  | 2A                                                             | Manchester United                                              |                                                                |                                                                |                                                                |   |    |                                                            |                                                            | 1                                                          |                                                            |                                                            |  |    |                                                   |                                                   |                                                   |  |
|  | 1C                                                             | Bayern Múnich                                                  | 1                                                              | 2                                                              | 3                                                              |   |    |                                                            |                                                            |                                                            |                                                            |                                                            |  |    |                                                   |                                                   |                                                   |  |
|  | 1C                                                             | Bayern Múnich                                                  | 1                                                              | 2                                                              | 3                                                              |   |    |                                                            |                                                            |                                                            |                                                            |                                                            |  | 1C | Bayern Múnich (p.)                                | 1 (5)                                             |                                                   |  |
|  |                                                                |                                                                |                                                                |                                                                |                                                                |   |    |                                                            |                                                            |                                                            |                                                            |                                                            |  | 1C | Bayern Múnich (p.)                                | 1 (5)                                             |                                                   |  |
|  |                                                                |                                                                | 1A                                                             | Valencia                                                       | 1 (4)                                                          |   |    |                                                            |                                                            |                                                            |                                                            |                                                            |  |    |                                                   |                                                   |                                                   |  |
|  | 2D                                                             | Leeds United                                                   | 1A                                                             | Valencia                                                       | 1 (4)                                                          | 3 | 0  | 3                                                          |                                                            |                                                            |                                                            |                                                            |  |    |                                                   |                                                   |                                                   |  |
|  | 2D                                                             | Leeds United                                                   |                                                                |                                                                |                                                                |   |    |                                                            |                                                            |                                                            |                                                            |                                                            |  |    |                                                   |                                                   |                                                   |  |
|  | 1B                                                             | Deportivo La Coruña                                            | 0                                                              | 2                                                              | 2                                                              |   |    |                                                            |                                                            |                                                            |                                                            |                                                            |  |    |                                                   |                                                   |                                                   |  |
|  | 1B                                                             | Deportivo La Coruña                                            | 0                                                              | 2                                                              | 2                                                              |   | 2D | Leeds United                                               | 0                                                          | 0                                                          | 0                                                          |                                                            |  |    |                                                   |                                                   |                                                   |  |
|  |                                                                |                                                                |                                                                |                                                                |                                                                |   | 2D | Leeds United                                               | 0                                                          | 0                                                          | 0                                                          |                                                            |  |    |                                                   |                                                   |                                                   |  |
|  |                                                                |                                                                | 1A                                                             | Valencia                                                       | 0                                                              | 3 | 3  |                                                            |                                                            |                                                            |                                                            |                                                            |  |    |                                                   |                                                   |                                                   |  |
|  | 2C                                                             | Arsenal                                                        | 1A                                                             | Valencia                                                       | 0                                                              | 3 | 3  | 2                                                          | 0                                                          | 2                                                          |                                                            |                                                            |  |    |                                                   |                                                   |                                                   |  |
|  | 2C                                                             | Arsenal                                                        |                                                                |                                                                |                                                                |   |    |                                                            |                                                            | 2                                                          |                                                            |                                                            |  |    |                                                   |                                                   |                                                   |  |
|  | 1A                                                             | Valencia (v.)                                                  | 1                                                              | 1                                                              | 2                                                              |   |    |                                                            |                                                            |                                                            |                                                            |                                                            |  |    |                                                   |                                                   |                                                   |  |
|  | 1A                                                             | Valencia (v.)                                                  | 1                                                              | 1                                                              | 2                                                              |   |    |                                                            |                                                            |                                                            |                                                            |                                                            |  |    |                                                   |                                                   |                                                   |  |
|  |                                                                |                                                                |                                                                |                                                                |                                                                |   |    |                                                            |                                                            |                                                            |                                                            |                                                            |  |    |                                                   |                                                   |                                                   |  |

## Final
| 1     | POR   | Oliver Kahn        |      |
| 2     | DEF   | Willy Sagnol       | 46'  |
| 4     | DEF   | Samuel Kuffour     |      |
| 5     | DEF   | Patrik Andersson   |      |
| 25    | DEF   | Thomas Linke       |      |
| 3     | DEF   | Bixente Lizarazu   |      |
| 23    | MED   | Owen Hargreaves    |      |
| 11    | MED   | Stefan Effenberg   |      |
| 7     | MED   | Mehmet Scholl      | 108' |
| 20    | DEL   | Hasan Salihamidžić |      |
| 9     | DEL   | Giovane Élber      | 100' |
| D. T. | D. T. | Ottmar Hitzfeld    |      |

| 1     | POR   | Santiago Cañizares  |     |
| 20    | DEF   | Jocelyn Angloma     |     |
| 12    | DEF   | Roberto Ayala       | 90' |
| 2     | DEF   | Mauricio Pellegrino |     |
| 15    | DEF   | Amedeo Carboni      |     |
| 19    | MED   | Rubén Baraja        |     |
| 6     | MED   | Gaizka Mendieta     |     |
| 18    | MED   | Kily González       |     |
| 17    | MED   | Juan Sánchez        | 66' |
| 35    | MED   | Pablo César Aimar   | 46' |
| 7     | DEL   | John Carew          |     |
| D. T. | D. T. | Héctor Cúper        |     |

| 19 | DEL | Carsten Jancker   | 46'  |
| 21 | DEL | Alexander Zickler | 100' |
| 13 | DEL | Paulo Sérgio      | 108' |

| 23 | MED | David Albelda   | 46' |
| 8  | MED | Zlatko Zahovič  | 66' |
| 5  | DEF | Miroslav Djukić | 90' |

| 50' | Stefan Effenberg | 1:1 |

| 3' | Gaizka Mendieta | 0:1 |

| No · Sí · Sí · No · Sí · Sí · Sí | Paulo Sérgio Hasan Salihamidžić Alexander Zickler Patrik Andersson Stefan Effenberg Bixente Lizarazu Thomas Linke | 0:0 1:1 2:2 3:2 4:3 5:4 |

| Sí · Sí · No · No · Sí · Sí · No | Gaizka Mendieta John Carew Zlatko Zahović Amedeo Carboni Rubén Baraja Kily González Mauricio Pellegrino | 0:1 1:2 2:2 3:3 4:4 5:4 |

| 38' · 39' | Patrik Andersson Mehmet Scholl |

| 25' · 116' | Amedeo Carboni Kily González |

| Principal | Dick Jol |

| 1     | POR   | Oliver Kahn        |      |
| 2     | DEF   | Willy Sagnol       | 46'  |
| 4     | DEF   | Samuel Kuffour     |      |
| 5     | DEF   | Patrik Andersson   |      |
| 25    | DEF   | Thomas Linke       |      |
| 3     | DEF   | Bixente Lizarazu   |      |
| 23    | MED   | Owen Hargreaves    |      |
| 11    | MED   | Stefan Effenberg   |      |
| 7     | MED   | Mehmet Scholl      | 108' |
| 20    | DEL   | Hasan Salihamidžić |      |
| 9     | DEL   | Giovane Élber      | 100' |
| D. T. | D. T. | Ottmar Hitzfeld    |      |

| 1     | POR   | Santiago Cañizares  |     |
| 20    | DEF   | Jocelyn Angloma     |     |
| 12    | DEF   | Roberto Ayala       | 90' |
| 2     | DEF   | Mauricio Pellegrino |     |
| 15    | DEF   | Amedeo Carboni      |     |
| 19    | MED   | Rubén Baraja        |     |
| 6     | MED   | Gaizka Mendieta     |     |
| 18    | MED   | Kily González       |     |
| 17    | MED   | Juan Sánchez        | 66' |
| 35    | MED   | Pablo César Aimar   | 46' |
| 7     | DEL   | John Carew          |     |
| D. T. | D. T. | Héctor Cúper        |     |

| 19 | DEL | Carsten Jancker   | 46'  |
| 21 | DEL | Alexander Zickler | 100' |
| 13 | DEL | Paulo Sérgio      | 108' |

| 23 | MED | David Albelda   | 46' |
| 8  | MED | Zlatko Zahovič  | 66' |
| 5  | DEF | Miroslav Djukić | 90' |

| 50' | Stefan Effenberg | 1:1 |

| 3' | Gaizka Mendieta | 0:1 |

| No · Sí · Sí · No · Sí · Sí · Sí | Paulo Sérgio Hasan Salihamidžić Alexander Zickler Patrik Andersson Stefan Effenberg Bixente Lizarazu Thomas Linke | 0:0 1:1 2:2 3:2 4:3 5:4 |

| Sí · Sí · No · No · Sí · Sí · No | Gaizka Mendieta John Carew Zlatko Zahović Amedeo Carboni Rubén Baraja Kily González Mauricio Pellegrino | 0:1 1:2 2:2 3:3 4:4 5:4 |

| 38' · 39' | Patrik Andersson Mehmet Scholl |

| 25' · 116' | Amedeo Carboni Kily González |

| Principal | Dick Jol |

| 1     | POR   | Oliver Kahn        |      |
| 2     | DEF   | Willy Sagnol       | 46'  |
| 4     | DEF   | Samuel Kuffour     |      |
| 5     | DEF   | Patrik Andersson   |      |
| 25    | DEF   | Thomas Linke       |      |
| 3     | DEF   | Bixente Lizarazu   |      |
| 23    | MED   | Owen Hargreaves    |      |
| 11    | MED   | Stefan Effenberg   |      |
| 7     | MED   | Mehmet Scholl      | 108' |
| 20    | DEL   | Hasan Salihamidžić |      |
| 9     | DEL   | Giovane Élber      | 100' |
| D. T. | D. T. | Ottmar Hitzfeld    |      |

| 1     | POR   | Santiago Cañizares  |     |
| 20    | DEF   | Jocelyn Angloma     |     |
| 12    | DEF   | Roberto Ayala       | 90' |
| 2     | DEF   | Mauricio Pellegrino |     |
| 15    | DEF   | Amedeo Carboni      |     |
| 19    | MED   | Rubén Baraja        |     |
| 6     | MED   | Gaizka Mendieta     |     |
| 18    | MED   | Kily González       |     |
| 17    | MED   | Juan Sánchez        | 66' |
| 35    | MED   | Pablo César Aimar   | 46' |
| 7     | DEL   | John Carew          |     |
| D. T. | D. T. | Héctor Cúper        |     |

| 19 | DEL | Carsten Jancker   | 46'  |
| 21 | DEL | Alexander Zickler | 100' |
| 13 | DEL | Paulo Sérgio      | 108' |

| 23 | MED | David Albelda   | 46' |
| 8  | MED | Zlatko Zahovič  | 66' |
| 5  | DEF | Miroslav Djukić | 90' |

| 50' | Stefan Effenberg | 1:1 |

| 3' | Gaizka Mendieta | 0:1 |

| No · Sí · Sí · No · Sí · Sí · Sí | Paulo Sérgio Hasan Salihamidžić Alexander Zickler Patrik Andersson Stefan Effenberg Bixente Lizarazu Thomas Linke | 0:0 1:1 2:2 3:2 4:3 5:4 |

| Sí · Sí · No · No · Sí · Sí · No | Gaizka Mendieta John Carew Zlatko Zahović Amedeo Carboni Rubén Baraja Kily González Mauricio Pellegrino | 0:1 1:2 2:2 3:3 4:4 5:4 |

| 38' · 39' | Patrik Andersson Mehmet Scholl |

| 25' · 116' | Amedeo Carboni Kily González |

| Principal | Dick Jol |

| 1     | POR   | Oliver Kahn        |      |
| 2     | DEF   | Willy Sagnol       | 46'  |
| 4     | DEF   | Samuel Kuffour     |      |
| 5     | DEF   | Patrik Andersson   |      |
| 25    | DEF   | Thomas Linke       |      |
| 3     | DEF   | Bixente Lizarazu   |      |
| 23    | MED   | Owen Hargreaves    |      |
| 11    | MED   | Stefan Effenberg   |      |
| 7     | MED   | Mehmet Scholl      | 108' |
| 20    | DEL   | Hasan Salihamidžić |      |
| 9     | DEL   | Giovane Élber      | 100' |
| D. T. | D. T. | Ottmar Hitzfeld    |      |

| 1     | POR   | Santiago Cañizares  |     |
| 20    | DEF   | Jocelyn Angloma     |     |
| 12    | DEF   | Roberto Ayala       | 90' |
| 2     | DEF   | Mauricio Pellegrino |     |
| 15    | DEF   | Amedeo Carboni      |     |
| 19    | MED   | Rubén Baraja        |     |
| 6     | MED   | Gaizka Mendieta     |     |
| 18    | MED   | Kily González       |     |
| 17    | MED   | Juan Sánchez        | 66' |
| 35    | MED   | Pablo César Aimar   | 46' |
| 7     | DEL   | John Carew          |     |
| D. T. | D. T. | Héctor Cúper        |     |

| 19 | DEL | Carsten Jancker   | 46'  |
| 21 | DEL | Alexander Zickler | 100' |
| 13 | DEL | Paulo Sérgio      | 108' |

| 23 | MED | David Albelda   | 46' |
| 8  | MED | Zlatko Zahovič  | 66' |
| 5  | DEF | Miroslav Djukić | 90' |

| 50' | Stefan Effenberg | 1:1 |

| 3' | Gaizka Mendieta | 0:1 |

| No · Sí · Sí · No · Sí · Sí · Sí | Paulo Sérgio Hasan Salihamidžić Alexander Zickler Patrik Andersson Stefan Effenberg Bixente Lizarazu Thomas Linke | 0:0 1:1 2:2 3:2 4:3 5:4 |

| Sí · Sí · No · No · Sí · Sí · No | Gaizka Mendieta John Carew Zlatko Zahović Amedeo Carboni Rubén Baraja Kily González Mauricio Pellegrino | 0:1 1:2 2:2 3:3 4:4 5:4 |

| 38' · 39' | Patrik Andersson Mehmet Scholl |

| 25' · 116' | Amedeo Carboni Kily González |

| Principal | Dick Jol |

|                                  |
| Bandera de Alemania              |
| Campeón Bayern Múnich 4.º título |

## Máximos goleadores
| Jugador       | Equipo            | Goles |
| ------------- | ----------------- | ----- |
| Raúl González | Real Madrid       | 7     |
| Lee Bowyer    | Leeds United      | 6     |
| Giovane Élber | Bayern de Múnich  | 6     |
| Iván Helguera | Real Madrid       | 6     |
| Mário Jardel  | Galatasaray       | 6     |
| Rivaldo       | Barcelona         | 6     |
| Paul Scholes  | Manchester United | 6     |
| Diego Alonso  | Valencia          | 6     |

La UEFA sólo considera los goles marcados a partir de la primera fase de grupos, y no los de las clasificatorias.

## Rendimiento general
| Pos. | Equipo               | Pts. | PJ | G  | E | P | GF | GC | Dif. | Rend.  |
| ---- | -------------------- | ---- | -- | -- | - | - | -- | -- | ---- | ------ |
| 1    | Bayern Múnich        | 37   | 17 | 11 | 4 | 2 | 24 | 12 | +12  | 72.54% |
| 2    | Valencia             | 33   | 17 | 9  | 6 | 2 | 23 | 9  | +14  | 64.71% |
|      |                      |      |    |    |   |   |    |    |      |        |
| 3    | Real Madrid          | 29   | 16 | 9  | 2 | 5 | 35 | 23 | +12  | 60.42% |
| 4    | Leeds United         | 23   | 16 | 6  | 5 | 5 | 24 | 21 | +3   | 47.92% |
|      |                      |      |    |    |   |   |    |    |      |        |
| 5    | Arsenal              | 24   | 14 | 7  | 3 | 4 | 19 | 18 | +1   | 57.14% |
| 6    | Deportivo La Coruña  | 23   | 14 | 6  | 5 | 3 | 18 | 14 | +4   | 54.76% |
| 7    | Manchester United    | 22   | 14 | 6  | 4 | 4 | 22 | 13 | +9   | 52.38% |
| 8    | Galatasaray          | 21   | 14 | 6  | 3 | 5 | 19 | 24 | −5   | 50%    |
|      |                      |      |    |    |   |   |    |    |      |        |
| 9    | Lazio                | 18   | 12 | 5  | 3 | 4 | 22 | 15 | +7   | 50%    |
| 10   | Milan                | 18   | 12 | 4  | 6 | 2 | 18 | 13 | +5   | 50%    |
| 11   | Anderlecht           | 18   | 12 | 6  | 0 | 6 | 18 | 26 | −8   | 50%    |
| 12   | Olympique de Lyon    | 17   | 12 | 5  | 2 | 5 | 16 | 10 | +6   | 47.22% |
| 13   | Spartak de Moscú     | 16   | 12 | 5  | 1 | 6 | 14 | 13 | +1   | 44.44% |
| 14   | Sturm Graz           | 16   | 12 | 5  | 1 | 6 | 13 | 25 | −12  | 44.44% |
| 15   | París Saint-Germain  | 15   | 12 | 4  | 3 | 5 | 22 | 19 | +3   | 41.67% |
| 16   | Panathinaikos        | 10   | 12 | 2  | 4 | 6 | 10 | 15 | −5   | 27.78% |
|      |                      |      |    |    |   |   |    |    |      |        |
| 17   | Olympiacos           | 9    | 6  | 3  | 0 | 3 | 6  | 5  | +1   | 50%    |
| 18   | PSV Eindhoven        | 9    | 6  | 3  | 0 | 3 | 9  | 9  | 0    | 50%    |
| 19   | Barcelona            | 8    | 6  | 2  | 2 | 2 | 13 | 9  | +4   | 44.44% |
| 20   | Rangers              | 8    | 6  | 2  | 2 | 2 | 10 | 7  | +3   | 44.44% |
| 21   | Mónaco               | 7    | 6  | 2  | 1 | 3 | 13 | 10 | +3   | 38.89% |
| 22   | Rosenborg            | 7    | 6  | 2  | 1 | 3 | 13 | 15 | −2   | 38.89% |
| 23   | Bayer Leverkusen     | 7    | 6  | 2  | 1 | 3 | 9  | 12 | −3   | 38.89% |
| 24   | Hamburgo             | 6    | 6  | 1  | 3 | 2 | 9  | 9  | 0    | 33.33% |
| 25   | Juventus             | 6    | 6  | 1  | 3 | 2 | 9  | 12 | −3   | 33.33% |
| 26   | Shakhtar Donetsk     | 6    | 6  | 2  | 0 | 4 | 10 | 15 | −5   | 33.33% |
| 27   | Helsingborgs         | 5    | 6  | 1  | 2 | 3 | 6  | 14 | −8   | 27.78% |
| 28   | Dinamo de Kiev       | 4    | 6  | 1  | 1 | 4 | 7  | 8  | −1   | 22.22% |
| 29   | Heerenveen           | 4    | 6  | 1  | 1 | 4 | 3  | 9  | −6   | 22.22% |
| 30   | Beşiktaş             | 4    | 6  | 1  | 1 | 4 | 4  | 17 | −13  | 22.22% |
| 31   | Sparta Praga         | 3    | 6  | 1  | 0 | 5 | 6  | 13 | −7   | 16.67% |
| 32   | Sporting de Portugal | 2    | 6  | 0  | 2 | 4 | 5  | 15 | −10  | 11.11% |

 Fuente: 

## Jugadores premiados por la UEFA
| Jugadores premiados  | Jugadores premiados                 |
| -------------------- | ----------------------------------- |
| Mejor jugador        | Stefan Effenberg (Bayern de Múnich) |
| Mejor portero        | Santiago Cañizares (Valencia)       |
| Mejor defensa        | Roberto Ayala (Valencia)            |
| Mejor centrocampista | Gaizka Mendieta (Valencia)          |
| Mejor delantero      | Raúl González (Real Madrid)         |